# Egyptens sjunde dynasti
Egyptens sjunde och åttonde dynasti varade omkring 2150-2130 f.Kr. Dynastierna räknas oftast till den Första mellantiden i det forntida Egypten. Faraonerna i dessa dynastier var troligen samtida vilket markerar den politiska maktkamp som utbröt i huvudstaden Memfis vid Gamla rikets fall.